# Mariano Baptista
Pour les articles homonymes, voir Baptista et Caserta.
Mariano Baptista Caserta (16 juillet 1832, Calchani, Cochabamba — 19 mars 1907, Cochabamba (Bolivie)) est un homme d'État bolivien. Il est président de la Bolivie de 1892 à 1896.

## Biographie

### Carrière politique
Il a signé durant sa présidence des traités sur les frontières avec l'Argentine (Puna de Atacama), le Paraguay (Chaco boreal), le Brésil et le Pérou (triple frontière). Le point noir de son mandat est l'assassinat du général et ex-président Hilarión Daza.

#### Guerre du Pacifique (1879-1884)
Il participe avec Crisóstomo Carrillo à la délégation bolivienne lors de la première réunion de paix le 22 octobre 1880 à Arica (Chili) à bord de la goélette américaine «Lakawana», réunion organisée par le Secrétaire des États-Unis William Evarts. .
En tant que président de la Bolivie, Baptista signe le 18 mai 1895 un traité avec le Chili reconnaissant la souveraineté chilienne sur Antofagasta, traité temporaire jusqu'à la signature du Traité de 1904.